# Carlo Recalcati
Carlo „Charlie“ Recalcati (* 11. September 1945 in Mailand, Lombardei) ist ein italienischer Basketballtrainer und ehemaliger -spieler, der von 2001 bis 2009 die italienische Nationalmannschaft trainierte. Auch gewann er als Trainer die italienische Meisterschaft mit drei verschiedenen Vereinen. Als Spieler war er von 1962 bis 1979 für Pallacanestro Cantù und von 1967 bis 1976 für die Nationalmannschaft aktiv.

## Karriere

### Als Spieler
Recalcati begann 1962 seine Karriere bei Pallacanestro Cantù, wo er bis 1979 blieb. In den 1970ern bildete er mit Pierluigi Marzorati eines der besten Guard-Duos im europäischen Basketball. Mit Cantù gewann Recalcati 1968 und 1975 die italienische Meisterschaft, je dreimal den Korać-Cup (1973–75) und den Europapokal der Pokalsieger (1977–79) sowie einmal den Intercontinental Cup (1975). Insgesamt erzielte Recalcati in 434 Ligaspielen für Cantù 6.396 Punkte. Seine beiden letzten Jahre als Spieler, davon das zweite als Spielertrainer, absolvierte er bei CBM Parma.
Mit der italienischen Nationalmannschaft gewann Recalcati bei den Europameisterschaften 1971 und 1975 jeweils die Bronzemedaille. Außerdem nahm er an den Weltmeisterschaften 1967 und 1970, den Olympischen Spielen 1968 und 1976 sowie den Europameisterschaften 1967 und 1969 teil. Insgesamt bestritt er für Italien 166 Länderspiele, in denen er 1.239 Punkte erzielte.

### Als Trainer
Von 1981 bis 1984 trainierte Recalcati Alpe Bergamo, das er bis in die Serie A1 führte. Anschließend kehrte er zu Pallacanestro Cantù zurück. Dort erreichte er zwar viermal innerhalb von sechs Jahren das Halbfinale der italienischen Meisterschaft, ein Finaleinzug blieb ihm aber ebenso verwehrt wie der Titelgewinn im Korać-Cup, dessen Finale er 1989 erreichte. Mit Viola Reggio Calabria, das er 1990 bis 1995 trainierte, stieg er in die Serie A2 ab, schaffte aber den sofortigen Wiederaufstieg und zog in den ersten beiden Jahren in der Serie A1 in die Play-offs ein. Nachdem er 1995 den Serie A1-Aufsteiger Teorematour Milano nur acht (sieglose) Spiele lang trainiert hatte, übernahm Recalcati 1996 noch einmal für ein Jahr den Trainerposten bei Alpe Bergamo.
Mit Pallacanestro Varese, das er von 1997 bis 1999 trainierte, wurde er im zweiten Jahr überraschend italienischer Meister. Auch Paf Bologna führte Recalcati auf Anhieb zum Meistertitel und im folgenden Jahr ins Finale der Meisterschaft sowie ins Euroleague-Halbfinale. Mit Montepaschi Siena gewann er ebenfalls in seiner ersten Saison den italienischen Meistertitel und erreichte erneut das Halbfinale der Euroleague. Von 2006 bis 2010 war Recalcati nicht als Vereinstrainer beschäftigt, bevor er erneut die Leitung der Mannschaft von Pallacanestro Varese übernahm. Nach zwei Jahren dort wechselte er ins Traineramt von Sutor Basket Montegranaro.
Zum Trainer der italienischen Nationalmannschaft wurde Recalcati nach der erfolglosen Europameisterschaft 2001 berufen. Er gewann mit ihr die Bronzemedaille bei der Europameisterschaft 2003 und die Silbermedaille bei den Olympischen Spielen 2004. Anschließend jedoch folgten enttäuschende Resultate, verpasste Italien doch bei den Europameisterschaften 2005 und 2007 sowie der Weltmeisterschaft 2006 jeweils den Einzug ins Viertelfinale. Nachdem Italien sich nicht für die Europameisterschaft 2009 qualifiziert hatte, blieb Recalcati noch bis in den November des Jahres im Amt. Er wurde von Simone Pianigiani, der ihm auch in Siena nachgefolgt war, abgelöst.

## Erfolge

### Als Spieler
- 2 italienische Meisterschaften: 1968, 1975
- 3 Europapokale der Pokalsieger: 1977–1979
- 3 Korać-Cups: 1973–1975
- 1 Intercontinental Cup: 1975
- 2 Bronzemedaillen bei Europameisterschaften: 1971, 1975

### Als Trainer
- 3 italienische Meisterschaften: 1999, 2000, 2004
- 1 Bronzemedaille bei Europameisterschaften: 2003
- 1 Silbermedaille bei Olympischen Spielen: 2004